# 15139 Connormcarty
A 15139 Connormcarty (ideiglenes jelöléssel 2000 EY93) a Naprendszer kisbolygóövében található aszteroida. A LINEAR projekt keretében fedezték fel 2000. március 9-én.